# Prophone
Prophone är en svensk skivetikett som startades 1972 av Erland Boëthius, som underetikett till skivbolaget Proprius. De utgav skivor med samma prefix och nummerserier som moderbolaget, PROP 7xxx och PROP 9xxx. År 1990 omstrukturerades Proprius, och Prophone Records blev eget bolag, med fokus på jazz för etiketten Prophone. Flera av Prophones utgåvor har fått mycket fin kritik, bland annat Lina Nybergs CD "Time", "Big 5" med Jacob Karlzon, "Lochiel's Warning" med Peter Asplund, Karl-Martin Almqvists "Full Circle" och "A Walk In The Centerpoint" med Tolvan Big Band. 
Bland artister som sedan 1990 spelat in på Prophone kan nämnas sångarna Alice Babs, Johanna Grüssner, Rigmor Gustafsson, Jeanette Lindström, Carin Lundin, Lina Nyberg och Sofia Pettersson, pianisterna Steve Dobrogosz, Jacob Karlzon och Maggie Olin, trumpetaren Peter Asplund, saxofonisten Karl-Martin Almqvist och trombonisten Karin Hammar.